# 同济南路站
同济南路站是一个位于中国北京市通州区馬駒橋鎮康定街、同济南路交叉口北京市经济技术开发区内，属于北京地铁亦庄线的地铁车站。

## 位置
同济南路站在同济南路和康定街交汇处西侧，呈东西走向。

## 结构

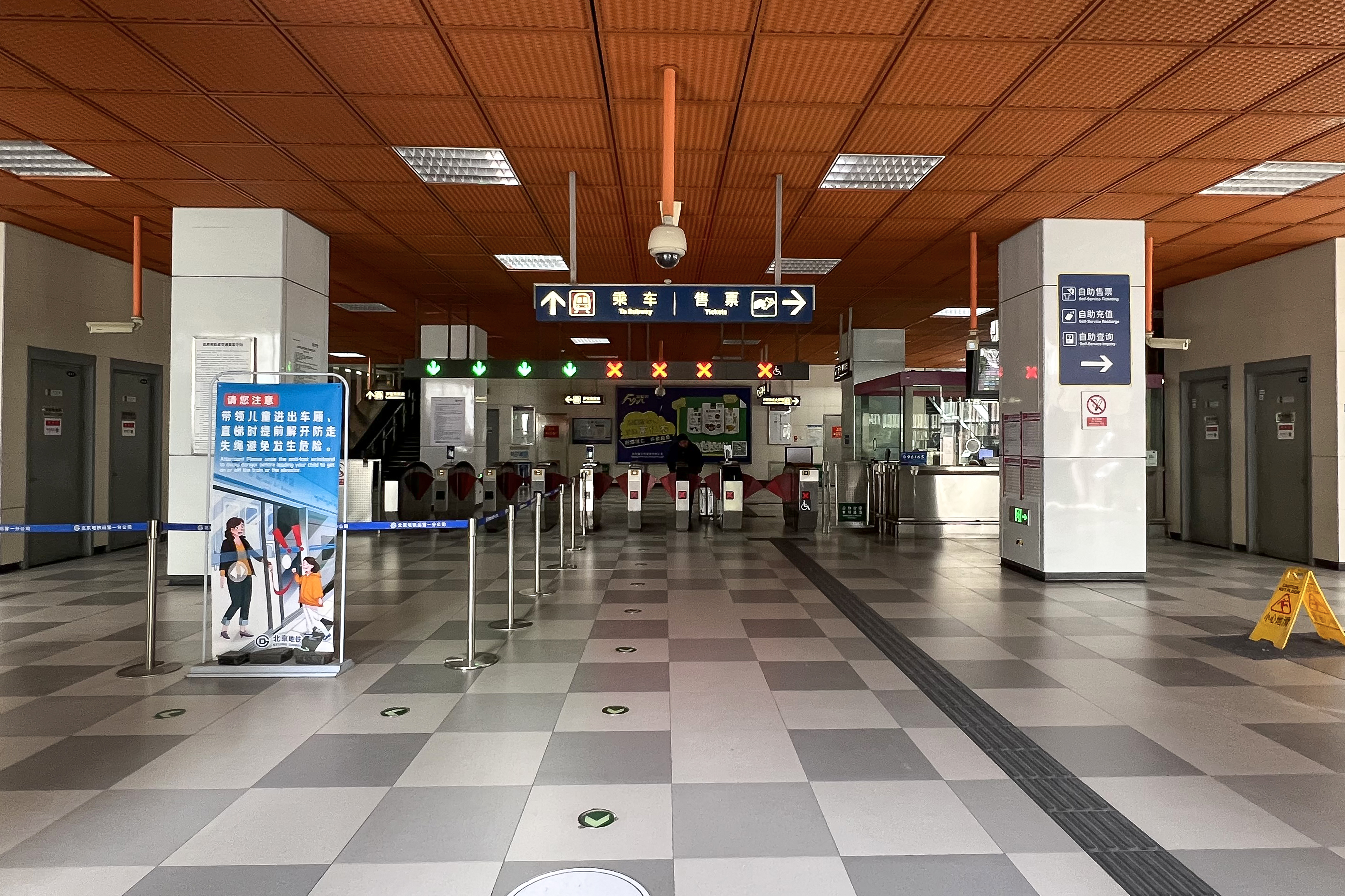
站厅

该站为高架站，一岛一侧混合式站台设计，车站外观为“方盒子”型。站外有一处公交场站和一处P+R停车场。
| 地上二层 站台层 |                                | 临时停靠站台                                |
| 地上二层 站台层 | 岛式站台，右側開门             |                                             |
| 地上二层 站台层 | █ 亦庄线往宋家庄（荣昌东街）   |                                             |
| 地上二层 站台层 | █ 亦庄线往亦庄火车站（经海路） |                                             |
| 地上二层 站台层 | 侧式站台，右側開门             |                                             |
| 地上一层 站厅层 | 站厅                           | A-B出入口、票务服务、自动售票机、一卡通充值 |

## 出入口
|                           |        |                  |      |            |
| 编号                      | 指示   | 建议前往的目的地 | 图片 | 無障礙通行 |
| 出口 · A · 1 · 升降机标志 | 康定街 |                  |      |            |
| 出口 · B · 1              | 康定街 |                  |      | 不適用     |
| 註： 設有                 |        |                  |      |            |

## 使用情况
截至2024年5月，本站为马驹桥镇全域唯一的轨道交通车站，但距镇中心3公里，远无法满足全镇逾30万人口的出行需求。